# Edda Corona
Edda Corona est une corona, formation géologique en forme de couronne, située sur la planète Vénus par 47,2° N et 25,4° E. Elle est localisée dans le quadrangle de Bereghinya Planitia. Elle a été nommée en référence à Edda, déesse scandinave, "arrière-grand-mère". 

## Géographie et géologie
Edda Corona couvre une surface circulaire d'environ 50 km de diamètre. 